# Пряма дія

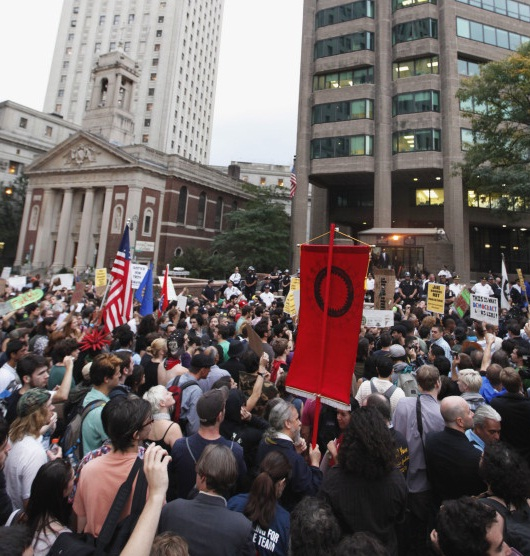
Акція «Захопи Волл-стріт» є прикладом ненасильницької акції прямої дії.

Пряма дія — дія, до якої вдаються певні особи, групи чи уряди для досягнення політичної, економічної чи соціальної мети засобами, що відрізняються від прийнятих у суспільстві соціальних та політичних заходів. 
Пряма дія може включати як насильницькі, так і ненасильницькі дії щодо осіб, груп чи власності, які учасники дії вважають дієвими.
Прикладами ненасильницької прямої дії (яку часто називають ненасильницьким спротивом чи громадянським спротивом) можуть бути страйки, саботаж, графіті чи активізм. До насильницьких прямих дій можуть належати псування власності, напад чи вбивство. Як протилежність — ініціатива знизу, виборча політика, дипломатія та переговори чи арбітраж не належать до прямих дій. Іноді прямі дії набувають форми громадянської непокори, та не всі з них порушують закони.